# Willem van der Molen
Prof. dr. Willem van der Molen (Leeuwarden, 26 december 1952) is een professor Javaanse literatuur. 
Na zijn schooltijd op het Christelijk Gymnasium in Leeuwarden studeerde hij Javaanse taal- en letterkunde aan de Universiteit Leiden. Daar was hij van 1983 tot 2008 universitair docent aan de opleiding Indonesisch. In 2010 werd hij hoogleraar Filologie en Oud-Javaanse taal- en letterkunde aan de Universitas Indonesia. Zijn belangrijkste werken zijn zijn proefschrift Javaanse tekstkritiek. Een overzicht en een nieuwe benadering geïllustreerd aan de Kunjarakarna (1983) en het manuscript mapping project van de Merapi-Merbabu collectie in de Nationale Bibliotheek van de Republiek Indonesië. Willem van der Molen heeft tientallen publicaties over Javaanse taal- en letterkunde op zijn naam staan.